# Kicked in the Nuts
Kicked in the Nuts fue un programa emitido por Channel 101 que parodiaba los programas de cámaras ocultas. Fue escrito y producido por Mike Henry y Patrick Henry.

## Características
El programa consistía en que una persona con gafas de sol y vestida con un mono de trabajo y con una peluca naranja iba por la calle atacando a otras personas dándoles patadas en las partes íntimas (la mayor parte, hombres), la persona que atacaba a la gente de esta manera es el mismo Mike Henry que siempre atacaba a personas que supuestamente desconocen que son víctimas de Kicked in the Nuts. Cada víctima en un principio parece estar enfadada y agredir al actor hasta que el propio Henry les explica entre risas haber sido víctimas del programa, después las víctimas cambian de parecer y se ríen con Mike Henry cuando les comunica que están saliendo por la tele.
El programa fue cancelado y un titular dijo que el programa debería considerarse como agresiones físicas. Esto fue evidente debido a que algunas víctimas mostraron reacciones irreales a los ataques (las víctimas debían ser actores) y también ataques a niños.